# Tàu điện ngầm Seoul tuyến 7
Tàu điện ngầm Seoul tuyến số 7 (Tiếng Hàn: 서울 지하철 7호선 Seoul Jihacheol Chilhoseon, Hanja: 서울 地下鐵 7號線) là tuyến đường sắt đô thị dài 61,3 km của Tổng công ty Vận tải Seoul và Tổng công ty vận tải Incheon kết nối Ga Jangam ở Uijeongbu-si, Gyeonggi-do đến Ga Seongnam ở Seo-gu, Incheon. Đây là tuyến Bắc-Nam không chạy qua trung tâm thành phố nhưng liên kết trực tiếp với Gangnam đến một phần phía Bắc của thị trấn. Màu được sử dụng cho tuyến là màu ■ Ôliu.
Tất cả tàu trên tuyến 7 được quản lý bởi 1,008 máy quay phim mạch kín được lắp đặt vào tháng 6 năm 2012.
Phần mở rộng đến Tàu điện ngầm Incheon tuyến 1 được thiết kế để làm giảm tắt nghẽn giao thông ở phía Tây Seoul và phía Bắc Incheon. Chín nhà ga được thêm vào từ 27 tháng 10 năm 2012 dài 10.2 km, bắt đầu từ Ga Onsu của Tuyến 7 và kết thúc tại Ga văn phòng Bupyeong-gu của Tàu điện ngầm Incheon tuyến 1. Phần mở rộng phía Tây sẽ thêm 8 nhà ga hướng đi Incheon và sẽ giao với Tàu điện ngầm Incheon tuyến 1 và AREX, trong khi phần mở rộng phía Bắc sẽ thêm 6 nhà ga giao với Tuyến U.

## Lịch sử
- 28 tháng 12 năm 1990: Khởi công xây dựng đoạn giữa Ga Jangam ~ Ga Đại học Konkuk.
- 8 tháng 1 năm 1994: Khởi công xây dựng đoạn ga Đại học Konkuk ~  ga Onsu.
- 11 tháng 10 năm 1996: Mở đoạn giữa Ga Jangam ~ Ga Đại học Konkuk.
- 29 tháng 2 năm 2000: Khai trương đoạn giữa ga Sinpung ~ ga Onsu.
- 1 tháng 8 năm 2000: Đoạn Ga Đại học Konkuk ~ Ga Sinpung mở cửa (Miễn phí trên tất cả các đoạn của tuyến số 7 trong 3 ngày).
- 8 tháng 1 năm 2001: Một trận tuyết rơi dày ở khu vực miền Trung vào ngày hôm trước (19 cm ở Seoul và 90 cm ở Daegwallyeong) và một đợt lạnh vào ngày hôm đó đã gây ra tai nạn tắc nghẽn giữa ga Sagajeong và ga Junggok. Tất cả các tuyến đường vào buổi sáng đều bị cấm.
- 2 tháng 3 năm 2001: Do quá tải giữa Ga Nowon và Ga Đại học Konkuk trong giờ cao điểm, các chuyến tàu từ Ga Dobongsan đến Ga Boramae đã được tổ chức thêm 3 chuyến một ngày.
- 29 tháng 3 năm 2004: Đổi tên ga từ Ga Gwangmyeong thành Ga Gwangmyeongsageori.
- 3 tháng 1 năm 2005: Sự cố hỏa hoạn xảy ra tại ga Cheolsan trên tuyến tàu điện ngầm Seoul số 7.
- 1 tháng 7 năm 2005: Đổi tên ga từ Ga Garibong thành Ga phức hợp kỹ thuật số Gasan.
- 13 tháng 9 năm 2005: Khởi công xây dựng đoạn mở rộng từ ga Onsu đến ga văn phòng Bupyeong-gu.
- 18 tháng 9 năm 2008: Đổi tên ga từ Ga Sangdo (Đại học Jungang) thành Ga Sangdo[6]
- 21 tháng 10 năm 2010: Tên ga được đổi từ Ga Gongneung (Lối vào Đại học Công nghiệp Quốc gia Seoul) thành Ga Gongneung (Đại học Khoa học và Công nghệ Quốc gia Seoul).[7]
- 11 tháng 7 năm 2011: Tên ga được xác nhận cho đoạn giữa ga Kkachiul ~ ga Sang-dong.
- 26 tháng 9 năm 2011: Tên ga được xác nhận là Ga Samsan Gymnasium và Ga Gulpocheon.
- 27 tháng 10 năm 2012: Khai trương đoạn từ ga Onsu đến ga văn phòng Bupyeong-gu
- 30 tháng 10 năm 2014: Đoạn Ga văn phòng Bupyeong-gu ~ ga Seongnam bắt đầu xây dựng
- 12 tháng 12 năm 2019: Khởi công xây dựng đoạn giữa ga Jangam và ga Okjeong
- 26 tháng 12 năm 2019: Đổi tên ga từ Ga Yongmasan thành Ga Yongmasan (Công viên thác Yongma). [8]
- 26 tháng 3 năm 2021: Chạy thử nghiệm đoạn giữa Ga văn phòng Bupyeong-gu ~ Ga Seongnam.
- 22 tháng 5 năm 2021: Khai trương đoạn giữa Ga văn phòng Bupyeong-gu ~ Ga Seongnam và đoạn giữa Ga Sangok ~ Ga Seongnam được chuyển giao cho Tổng công ty vận chuyển Incheon.
- 1 tháng 1 năm 2022: Chuyển đoạn từ Ga Kkachiul ~ Ga văn phòng Bupyeong-gu cho Tổng công ty vận chuyển Incheon.
- 23 tháng 3 năm 2022: Bắt đầu xây dựng đoạn giữa Ga Seongnam ~ Ga Thành phố Quốc tế Cheongna
- 29 tháng 2 năm 2024: Đổi tên Ga Khu nghỉ dưỡng Ttukseom thành Ga Jayang (Công viên Ttukseom Hangang)[9]
- 2025: Phần Dobongsan ~ Okjeong dự kiến mở cửa

## Mở rộng
Tuyến 7 hiện tại đang mở rộng 6 ga về phía Tây đến Ga thành phố quốc tế Cheongna đi qua thành phố quốc tế Cheongna hiện đã được lên kế hoạch và nó dự kiến hoàn thành trễ hơn năm 2027; phần mở rộng sẽ cho phép chuyển đổi với đường sắt đi sân bay.
Tuyến 7 sẽ còn được mở rộng phía Bắc của Jangnam đến Yangju và Pocheon trong hai giai đoạn. Giai đoạn đầu tiên được khởi công vào cuối năm 2019 và dự kiến mở cửa vào năm 2025, bao gồm 2 nhà ga trong đó một ga là Ga Tapseok, có thể chuyển đổi với Uijeongbu LRT. Giai đoạn 2 hiện đang lên kế hoạch với 4 hoặc 5 nhà ga mới.

## Bản đồ tuyến
|  |  |  |  |  |

|  |  |  |  |  |

|  |  |  |  |  |

|  |  |  |  |  |

|  |  |  |  |  |  |  |

|  |  |  |  |  |

|  |  |  |  |  |

|  |  |  |  |  |

|  |  |  |  |  |

|  |  |  |  |  |

|  |  |  |  |  |

|  |  |  |  |  |

|  |  |  |  |  |

|  |  |  |  |  |

|  |  |  |  |  |

|  |  |  |  |  |

|  |  |  |  |  |

|  |  |  |  |  |

|  |  |  |  |  |

|  |  |  |  |  |

|  |  |  |  |  |

|  |  |  |  |  |

|  |  |  |  |  |

|  |  |  |  |  |

|  |  |  |  |  |

|  |  |  |  |  |

|  |  |  |  |  |

|  |  |  |  |  |

|  |  |  |  |  |

|  |  |  |  |  |

|  |  |  |  |  |

|  |  |  |  |  |

|  |  |  |  |  |

|  |  |  |  |  |

|  |  |  |  |  |

|  |  |  |  |  |  |  |  |  |

|  |  |  |  |  |

|  |  |  |  |  |

|  |  |  |  |  |

|  |  |  |  |  |

|  |  |  |  |  |

|  |  |  |  |  |

|  |  |  |  |  |

|  |  |  |  |  |

|  |  |  |  |  |

|  |  |  |  |  |

|  |  |  |  |  |

|  |  |  |  |  |

|  |  |  |  |  |

|  |  |  |  |  |

|  |  |  |  |  |

|  |  |  |  |  |

|  |  |  |  |  |

|  |  |  |  |  |

|  |  |  |

|  |  |  |

|  |  |  |

|  |  |  |  |  |

|  |  |  |

|  |  |  |

|  |  |  |  |  |

|  |

|  |

|  |  |  |  |  |

|  |

|  |

|  |

|  |

|  |

|  |

|  |

|  |  |  |

|  |  |  |  |  |

|  |

|  |  |  |  |  |

|  |

|  |  |  |  |  |

|  |  |  |  |  |

|  |  |  |  |  |

|  |  |  |  |  |

|  |  |  |  |  |  |  |

|  |  |  |  |  |

|  |  |  |  |  |

|  |  |  |  |  |

|  |  |  |  |  |

|  |  |  |  |  |

|  |  |  |  |  |

|  |  |  |  |  |

|  |  |  |  |  |

|  |  |  |  |  |

|  |  |  |  |  |

|  |  |  |  |  |

|  |  |  |  |  |

|  |  |  |  |  |

|  |  |  |  |  |

|  |  |  |  |  |

|  |  |  |  |  |

|  |  |  |  |  |

|  |  |  |  |  |

|  |  |  |  |  |

|  |  |  |  |  |

|  |  |  |  |  |

|  |  |  |  |  |

|  |  |  |  |  |

|  |  |  |  |  |

|  |  |  |  |  |

|  |  |  |  |  |

|  |  |  |  |  |

|  |  |  |  |  |

|  |  |  |  |  |

|  |  |  |  |  |

|  |  |  |  |  |  |  |  |  |

|  |  |  |  |  |

|  |  |  |  |  |

|  |  |  |  |  |

|  |  |  |  |  |

|  |  |  |  |  |

|  |  |  |  |  |

|  |  |  |  |  |

|  |  |  |  |  |

|  |  |  |  |  |

|  |  |  |  |  |

|  |  |  |  |  |

|  |  |  |  |  |

|  |  |  |  |  |

|  |  |  |  |  |

|  |  |  |  |  |

|  |  |  |  |  |

|  |  |  |  |  |

|  |  |  |  |  |

|  |  |  |

|  |  |  |

|  |  |  |

|  |  |  |  |  |

|  |  |  |

|  |  |  |

|  |  |  |  |  |

|  |

|  |

|  |  |  |  |  |

|  |

|  |

|  |

|  |

|  |

|  |

|  |

|  |  |  |

|  |  |  |  |  |

|  |

|  |  |  |  |  |

|  |

## Ga
| Số ga | Tên ga                                                   | Tên ga                        | Tên ga                | Chuyển tuyến              | Khoảng cách | Tổng khoảng cách | Vị trí      | Vị trí          |
| Số ga | Tiếng Anh                                                | Hangul                        | Hanja                 | Chuyển tuyến              | Khoảng cách | Tổng khoảng cách | Vị trí      | Vị trí          |
| ----- | -------------------------------------------------------- | ----------------------------- | --------------------- | ------------------------- | ----------- | ---------------- | ----------- | --------------- |
| 709   | Jangam                                                   | 장암                          | 長岩                  |                           | 0.0         | 0.0              | Gyeonggi-do | Uijeongbu-si    |
| 710   | Dobongsan                                                | 도봉산                        | 道峰山                | (113)                     | 1.4         | 1.4              | Seoul       | Dobong-gu       |
| 711   | Suraksan                                                 | 수락산                        | 水落山                |                           | 1.6         | 3.0              | Seoul       | Nowon-gu        |
| 712   | Madeul                                                   | 마들                          | 마들                  |                           | 1.4         | 4.4              | Seoul       | Nowon-gu        |
| 713   | Nowon                                                    | 노원                          | 蘆原                  | (411)                     | 1.2         | 5.6              | Seoul       | Nowon-gu        |
| 714   | Junggye (Đại học Kinh thánh Hàn Quốc)                    | 중계 (한국성서대)             | 中溪                  |                           | 1.1         | 6.7              | Seoul       | Nowon-gu        |
| 715   | Hagye (Bệnh viện Eulji Đại học Eulji)                    | 하계 (을지대 을지병원)        | 下溪                  |                           | 1.0         | 7.7              | Seoul       | Nowon-gu        |
| 716   | Gongneung (Đại học Khoa học và Công nghệ Quốc gia Seoul) | 공릉 (서울과학기술대)         | 孔陵 (서울科學技術大) |                           | 1.3         | 9.0              | Seoul       | Nowon-gu        |
| 717   | Taereung                                                 | 태릉입구                      | 泰陵入口              | (645)                     | 0.8         | 9.8              | Seoul       | Nowon-gu        |
| 718   | Meokgol                                                  | 먹골                          | 먹골                  |                           | 0.9         | 10.7             | Seoul       | Jungnang-gu     |
| 719   | Junghwa                                                  | 중화                          | 中和                  |                           | 0.9         | 11.6             | Seoul       | Jungnang-gu     |
| 720   | Sangbong (Bến xe buýt liên tỉnh)                         | 상봉 (시외버스터미널)         | 上鳳 (市外버스터미널) | (K120) Tuyến Jungang      | 1.0         | 12.6             | Seoul       | Jungnang-gu     |
| 721   | Myeonmok                                                 | 면목                          | 面牧                  |                           | 0.8         | 13.4             | Seoul       | Jungnang-gu     |
| 722   | Sagajeong (Bệnh viện Xanh Pôn)                           | 사가정 (녹색병원)             | 四佳亭                |                           | 0.9         | 14.3             | Seoul       | Jungnang-gu     |
| 723   | Yongmasan (Công viên thác Yongma)                        | 용마산 (용마폭포공원)         | 龍馬山                |                           | 0.8         | 15.1             | Seoul       | Jungnang-gu     |
| 724   | Junggok                                                  | 중곡                          | 中谷                  |                           | 0.9         | 16.0             | Seoul       | Gwangjin-gu     |
| 725   | Gunja (Neung-dong)                                       | 군자 (능동)                   | 君子 (陵洞)           | (544)                     | 1.1         | 17.1             | Seoul       | Gwangjin-gu     |
| 726   | Công viên trẻ em (Đại học Sejong)                        | 어린이대공원 (세종대)         | 어린이大公園 (世宗大) |                           | 1.1         | 18.2             | Seoul       | Gwangjin-gu     |
| 727   | Đại học Konkuk                                           | 건대입구                      | 建大入口              | (212)                     | 0.8         | 19.0             | Seoul       | Gwangjin-gu     |
| 728   | Jayang (Công viên Ttukseom Hangang)                      | 자양 (뚝섬한강공원)           | 紫陽 (뚝섬漢江公園)   |                           | 1.0         | 20.0             | Seoul       | Gwangjin-gu     |
| 729   | Cheongdam (Bệnh viện chỉnh hình Cheil)                   | 청담 (제일정형외과병원)       | 淸潭                  |                           | 2.0         | 22.0             | Seoul       | Gangnam-gu      |
| 730   | Văn phòng Gangnam-gu                                     | 강남구청                      | 江南區廳              | (K213)                    | 1.1         | 23.1             | Seoul       | Gangnam-gu      |
| 731   | Hak-dong                                                 | 학동                          | 鶴洞                  |                           | 0.9         | 24.0             | Seoul       | Gangnam-gu      |
| 732   | Nonhyeon                                                 | 논현                          | 論峴                  | (D05)                     | 1.0         | 25.0             | Seoul       | Gangnam-gu      |
| 733   | Banpo                                                    | 반포                          | 盤浦                  |                           | 0.9         | 25.9             | Seoul       | Seocho-gu       |
| 734   | Xe buýt tốc hành                                         | 고속터미널                    | 高速터미널            | (339) (923)               | 0.9         | 26.8             | Seoul       | Seocho-gu       |
| 735   | Naebang                                                  | 내방                          | 內方                  |                           | 2.2         | 29.0             | Seoul       | Seocho-gu       |
| 736   | Isu (Đại học Chongshin)                                  | 이수 (총신대입구)             | 梨水 (總神大入口)     | (432) (Đại học Chongshin) | 1.0         | 30.0             | Seoul       | Dongjak-gu      |
| 737   | Namseong                                                 | 남성                          | 南城                  |                           | 1.0         | 31.0             | Seoul       | Dongjak-gu      |
| 738   | Đại học Soongsil (Salpijae)                              | 숭실대입구 (살피재)           | 崇實大入口            |                           | 2.0         | 33.0             | Seoul       | Dongjak-gu      |
| 739   | Sangdo                                                   | 상도                          | 上道                  |                           | 0.9         | 33.9             | Seoul       | Dongjak-gu      |
| 740   | Jangseungbaegi                                           | 장승배기                      | 長丞拜基              |                           | 0.9         | 34.8             | Seoul       | Dongjak-gu      |
| 741   | Sindaebangsamgeori                                       | 신대방삼거리                  | 新大方삼거리          |                           | 1.2         | 36.0             | Seoul       | Dongjak-gu      |
| 742   | Boramae (Hyundai HT)                                     | 보라매 (현대에이치티)         | 보라매 (현대에이치티) | (S404)                    | 0.8         | 36.8             | Seoul       | Dongjak-gu      |
| 743   | Sinpung                                                  | 신풍                          | 新豊                  |                           | 0.9         | 37.7             | Seoul       | Yeongdeungpo-gu |
| 744   | Daerim (Văn phòng Guro-gu)                               | 대림 (구로구청)               | 大林 (九老區廳)       | (233)                     | 1.4         | 39.1             | Seoul       | Yeongdeungpo-gu |
| 745   | Namguro                                                  | 남구로                        | 南九老                |                           | 1.1         | 40.2             | Seoul       | Guro-gu         |
| 746   | Phức hợp kỹ thuật số Gasan (Mario Outlet)                | 가산디지털단지 (마리오아울렛) | 加山디지털團地        | (P142)                    | 0.8         | 41.0             | Seoul       | Geumcheon-gu    |
| 747   | Cheolsan                                                 | 철산                          | 鐵山                  |                           | 1.4         | 42.4             | Gyeonggi-do | Gwangmyeong-si  |
| 748   | Gwangmyeongsageori                                       | 광명사거리                    | 光明사거리            |                           | 1.3         | 43.7             | Gyeonggi-do | Gwangmyeong-si  |
| 749   | Cheonwang                                                | 천왕                          | 天旺                  |                           | 1.7         | 45.4             | Seoul       | Guro-gu         |
| 750   | Onsu (Đại học Sungkonghoe)                               | 온수 (성공회대입구)           | 溫水 (聖公會大入口)   | (145)                     | 1.5         | 46.9             | Seoul       | Guro-gu         |
| 751   | Kkachiul                                                 | 까치울                        | 까치울                |                           | 2.2         | 49.1             | Gyeonggi-do | Bucheon-si      |
| 752   | Sân vận động Bucheon                                     | 부천종합운동장                | 富川綜合運動場        | (S15)                     | 1.2         | 50.3             | Gyeonggi-do | Bucheon-si      |
| 753   | Chunui                                                   | 춘의                          | 春衣                  |                           | 0.9         | 51.2             | Gyeonggi-do | Bucheon-si      |
| 754   | Sinjung-dong                                             | 신중동                        | 新中洞                |                           | 1.0         | 52.2             | Gyeonggi-do | Bucheon-si      |
| 755   | Toà thị chính Bucheon                                    | 부천시청                      | 富川市廳              |                           | 1.1         | 53.3             | Gyeonggi-do | Bucheon-si      |
| 756   | Sang-dong                                                | 상동                          | 上洞                  |                           | 0.9         | 54.2             | Gyeonggi-do | Bucheon-si      |
| 757   | Samsan Gymnasium                                         | 삼산체육관                    | 三山體育館            |                           | 1.1         | 55.3             | Incheon     | Bupyeong-gu     |
| 758   | Gulpocheon                                               | 굴포천                        | 掘浦川                |                           | 0.9         | 56.2             | Incheon     | Bupyeong-gu     |
| 759   | Văn phòng Bupyeong-gu (Bệnh viện Serim)                  | 부평구청 (세림병원)           | 富平區廳              | (I118)                    | 0.9         | 57.1             | Incheon     | Bupyeong-gu     |
| 760   | Sangok                                                   | 산곡                          | 山谷                  |                           | 1.6         | 58.7             | Incheon     | Bupyeong-gu     |
| 761   | Seongnam (Chợ Geobuk)                                    | 석남 (거북시장)               | 石南 (거북市場)       | (I213)                    | 2.3         | 61.0             | Incheon     | Seo-gu          |

## Ga trung chuyển
- 710 Ga Dobongsan -   Tuyến 1
- 713 Ga Nowon -   Tuyến 4
- 717 Ga Taereung -   Tuyến 6
- 720 Ga Sangbong -   Tuyến Gyeongui–Jungang /   Tuyến Gyeongchun
- 725 Ga Gunja -   Tuyến 5
- 727 Ga Đại học Konkuk -   Tuyến 2
- 730 Ga Văn phòng Gangnam-gu -   Tuyến Suin–Bundang
- 732 Ga Nonhyeon -   Tuyến Shinbundang
- 734 Ga Xe buýt tốc hành -   Tuyến 3 /   Tuyến 9
- 736 Ga Isu -   Tuyến 4
- 742 Ga Boramae -   Tuyến Sillim
- 744 Ga Daerim -   Tuyến 2
- 746 Ga Phức hợp kỹ thuật số Gasan -   Tuyến 1
- 750 Ga Onsu -   Tuyến 1
- 752 Ga Sân vận động Bucheon -   Tuyến Seohae
- 759 Ga Văn phòng Bupyeong-gu -   Incheon tuyến 1
- 761 Ga Seongnam -   Incheon tuyến 2

## Vị trí
| Vận hành                     | Vị trí      | Vị trí          | Đoạn                                      | Số ga |
| ---------------------------- | ----------- | --------------- | ----------------------------------------- | ----- |
| Tổng công ty Vận tải Seoul   | Gyeonggi-do | Uijeongbu-si    | Jangam (709)                              | 1     |
| Tổng công ty Vận tải Seoul   | Seoul       | Dobong-gu       | Dobongsan (710)                           | 1     |
| Tổng công ty Vận tải Seoul   | Seoul       | Nowon-gu        | Suraksan (711) ~ Taereung (717)           | 7     |
| Tổng công ty Vận tải Seoul   | Seoul       | Jungnang-gu     | Meokgol (718) ~ Yongmasan (723)           | 6     |
| Tổng công ty Vận tải Seoul   | Seoul       | Gwangjin-gu     | Junggok (724) ~ Jayang (728)              | 5     |
| Tổng công ty Vận tải Seoul   | Seoul       | Gangnam-gu      | Cheongdam (729) ~ Nonhyeon (732)          | 4     |
| Tổng công ty Vận tải Seoul   | Seoul       | Seocho-gu       | Banpo (733) ~ Naebang (735)               | 3     |
| Tổng công ty Vận tải Seoul   | Seoul       | Dongjak-gu      | Isu (736) ~ Boramae (742)                 | 7     |
| Tổng công ty Vận tải Seoul   | Seoul       | Yeongdeungpo-gu | Sinpung (743) ~ Daerim (744)              | 2     |
| Tổng công ty Vận tải Seoul   | Seoul       | Guro-gu         | Namguro (745)                             | 1     |
| Tổng công ty Vận tải Seoul   | Seoul       | Geumcheon-gu    | Phức hợp kỹ thuật số Gasan (746)          | 1     |
| Tổng công ty Vận tải Seoul   | Gyeonggi-do | Gwangmyeong-si  | Cheolsan (747) ~ Gwangmyeongsageori (748) | 2     |
| Tổng công ty Vận tải Seoul   | Seoul       | Guro-gu         | Cheonwang (749) ~ Onsu (750)              | 2     |
| Tổng công ty Vận tải Incheon | Gyeonggi-do | Bucheon-si      | Kkachiul (751) ~ Sang-dong (756)          | 6     |
| Tổng công ty Vận tải Incheon | Incheon     | Bupyeong-gu     | Samsan Gymnasium (757) ~ Sangok (760)     | 4     |
| Tổng công ty Vận tải Incheon | Incheon     | Seo-gu          | Seongnam (761)                            | 1     |

## Liên kết
- Trang mở rộng Tuyến 7 của Chính phủ Đô thị Seoul Lưu trữ ngày 7 tháng 4 năm 2005 tại Wayback Machine bao gồm bản đồ và thông tin tình trạng cho phần mở rộng về phía Tây từ Onsu.
- Trang tàu điện ngầm Seoul của UrbanRail.Net Lưu trữ ngày 30 tháng 8 năm 2005 tại Wayback Machine
- Bản đồ, ga và chỉ đường Lưu trữ ngày 14 tháng 4 năm 2012 tại Wayback Machine